# Fort W III „Łuczyce”

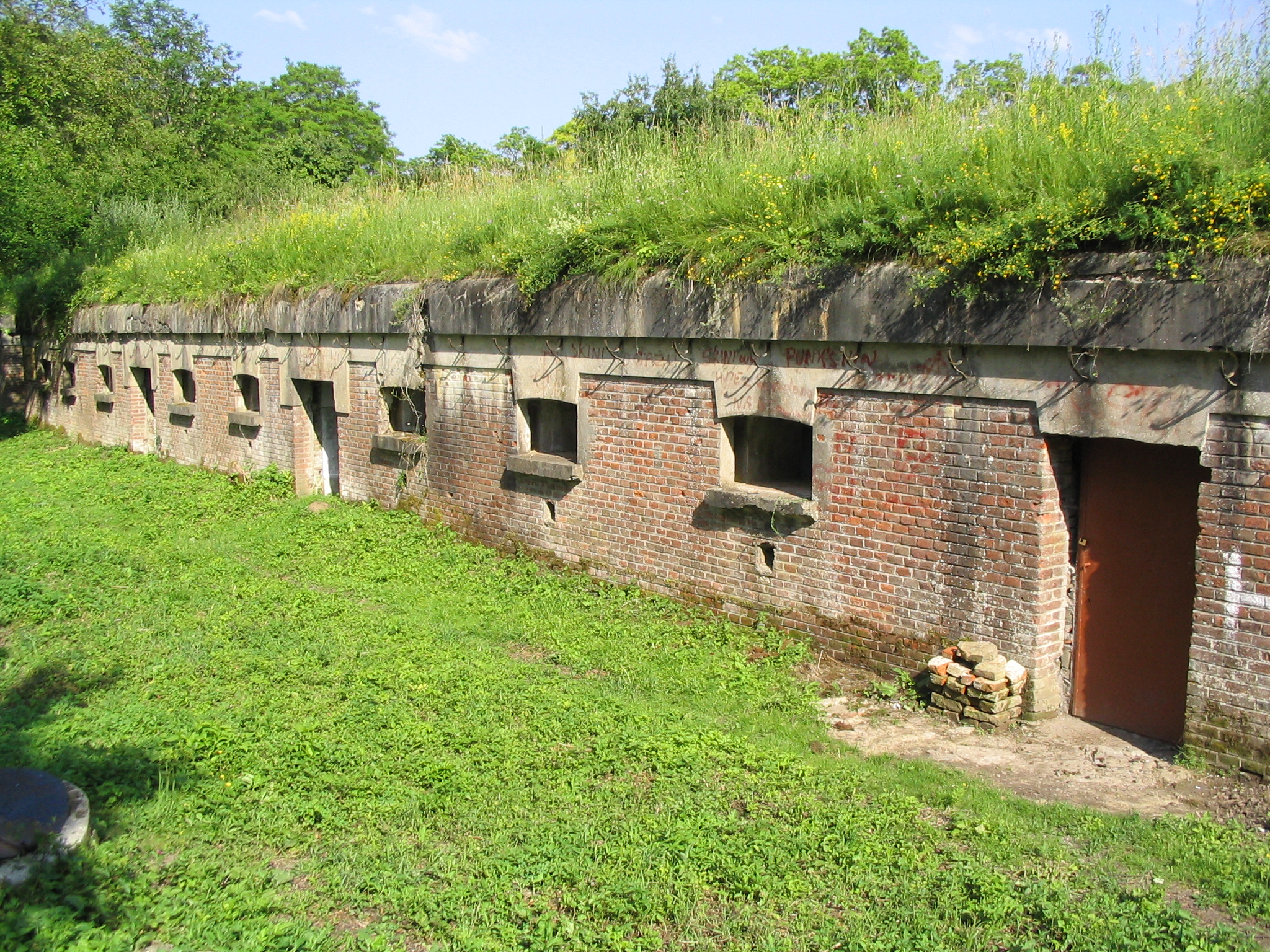
Fort II „Łuczyce” dziś

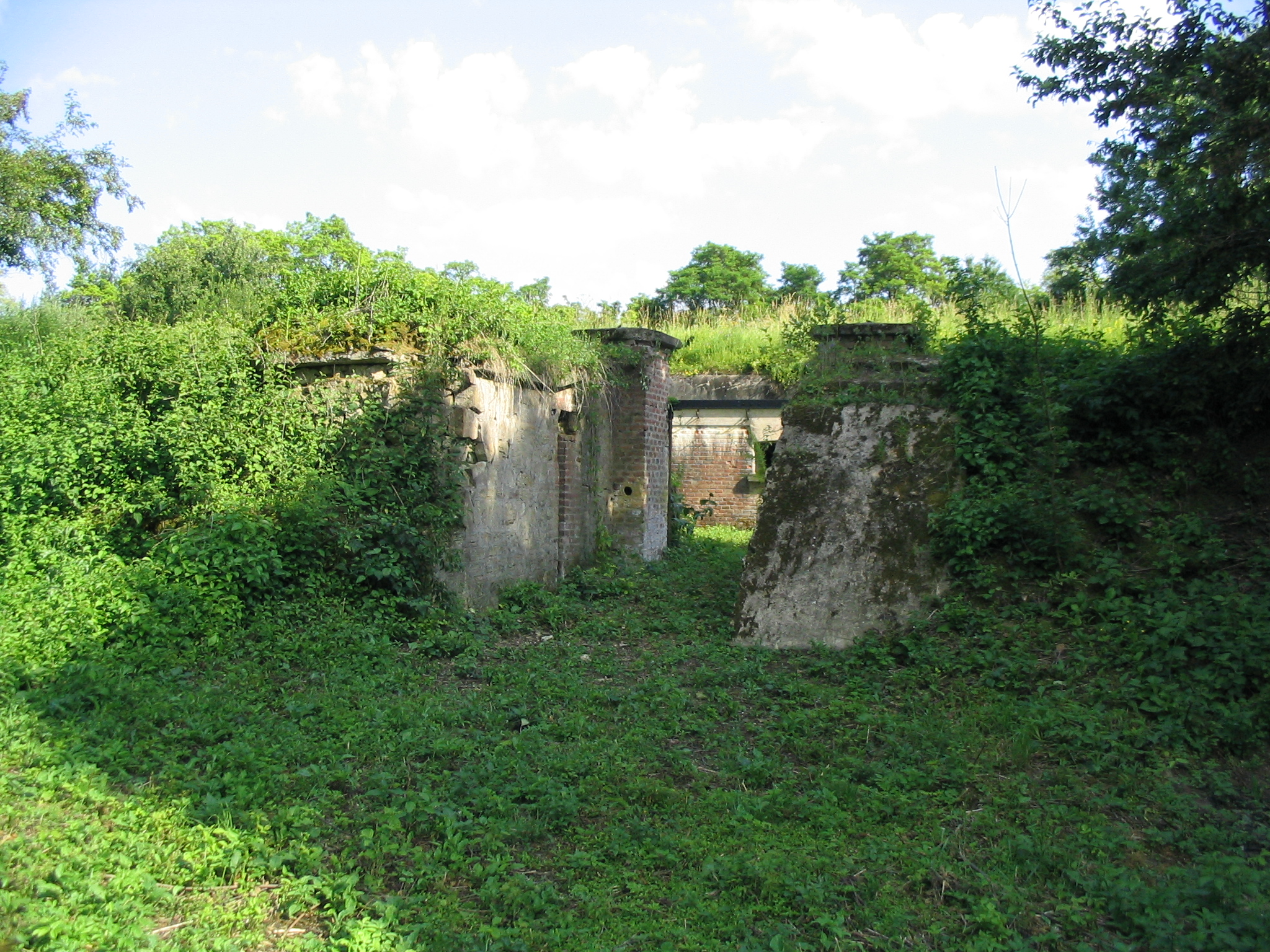
Brama wjazdowa - widok współczesny

Fort W III „Łuczyce” – jednowałowy fort artyleryjski Twierdzy Przemyśl, o konstrukcji murowano-ziemnej, znajdujący się na wzniesieniu obok miejscowości Łuczyce.

## Historia
Powstał w miejscu szańca obozu warownego z lat 1854–1857. Zbudowany w latach 1892–1900 jako nietypowy jednowałowy fort artyleryjski. Ze względu na znaczne różnice między planami dzieła z 1900, a współczesnymi wynikami prób odwzorowania planu fortu, przypuszcza się, że został on gruntowanie zmodernizowany na początku XX w. i prawdopodobnie kończono budować go już po rozpoczęciu działań wojennych w 1914 (domniema się, że dopiero wtedy dobudowano kojce). Głównym zadaniem fortu była osłona doliny Wiaru, domykając ją na prawym brzegu rzeki. 
Fort został częściowo rozebrany po 1970. 

## Opis konstrukcji
Fort III klasyfikowany jest jako nietypowy fort artyleryjski - podobnie jak Fort VI „Helicha” - głównie z powodu odmiennej konstrukcji koszar oraz schronu głównego (których ściany zostały stworzone z cegieł, a strop z żelbetu). Koszary były długie, parterowe oraz podzielone na dwie części. Schron główny został natomiast zredukowany jedynie do małego schronu pogotowia oraz hangaru dla armat artylerii. Fort został ze wszystkich stron otoczony wałem, którego narys pokrywał się w pełni z pięciobocznym narysem dzieła. Wejście na fort zapewniała brama umieszczona w szyjowym odcinku wału. Na barkach rozlokowano stanowiska artyleryjskie poprzedzielane poprzecznicami ze schronami pogotowia w środku. Na czole fortu zlokalizowano natomiast stanowiska dla piechoty. Obrona fosy prowadzona była z dwóch kojców (kolejnych elementów nietypowych dla typowego fortu artyleryjskiego) umieszczonych na stykach czoła i barków. Dodatkowo na przeciwstoku w osi fortu wybudowano małą ziemną basteję, która miała bronić bliskiego przedpola fortu. Komunikację między kojcami i basteją a środkiem fortu zapewniała ceglana przelotnia w czołowym odcinku wału, prowadząca na dno fosy.

## Fort dziś
Fort zachował się do czasów dzisiejszych w stanie bardzo dobrym. Zachowane są na całej długości koszary oraz większość poprzecznic na wałach, wraz ze "schronem głównym". Zachowała się również ceglana brama wjazdowa w szyi fortu, oraz jeden z kojców w fosie. Do niedawna był dzierżawiony przez przemyskie stowarzyszenie Projekt 8813. Nad bramą wjazdową można zobaczyć replikę znaku z nazwą fortu, która została wykonana przez członków stowarzyszenia, które dzierżawiło fort. Obiekt można zwiedzać bez ograniczeń. W latach 2013–2015 był w całości odkrzaczony, jednak pozbawiony opiekuna ponownie zarasta. 

## Literatura
- "Zabytki architektury i budownictwa w Polsce. Nr 33. Województwo przemyskie". Warszawa 1998, ISBN 83-86334-57-6
- T.Idzikowski: Forty Twierdzy Przemyśl. Przemyśl 2001. ISBN 83-912416-8-8